# Дан (Древний Израиль)
Дан (ивр. דָּן‎) — библейский город; первоначально был под властью финикийского города Сидон и назывался Лаис (евр. Лаиш). Евреи из колена Дана захватили город и назвали его Дан (Суд. 18:29).

## Библейское повествование
В Библии город описывался как крайний север Земли Израильской (Суд. 20:1). После распада Израильского царства, первым царём Северного Израильского царства, Иеровоамом, в городе был установлен идол золотого тельца.

## Археологические раскопки
Раскопки города ведутся на территории заповедника Тель-Дан. Среди археологических находок в городе — арочные городские ворота середины XVIII века до н. э. (хананейский период) и стела Тель-Дана 9-го века до н. э. (период Северного Израильского царства).
Стела с надписью на арамейском языке поставлена в городе одним из царей Арама, возможно, Азаилом в честь победы над царем Израиля. Стела из Тель-Дана — наиболее ранний вне-библейский текст с упоминанием дома царя Давида; она рассматривается археологами как несомненное доказательство историчности царя Давида.
В 2000 году арочные городские ворота Дана, вместе с заповедником Тель-Дан, были внесен в предварительный список объектов всемирного наследия ЮНЕСКО.